# I Get Lonely
"I Get Lonely" là một bài hát của ca sĩ người Mỹ Janet Jackson nằm trong album phòng thu thứ sáu của cô The Velvet Rope (1997). Nó được sáng tác và sản xuất bởi Jackson, Jimmy Jam & Terry Lewis, cùng chồng của Jackson lúc đó là René Elizondo, Jr. Nó được phát hành vào ngày 26 tháng 2 năm 1998 bởi Virgin Records như là đĩa đơn thứ 3 trích từ album. Đây là một sự khởi đầu cho quá trình chuyển đổi âm nhạc của Jackson từ thể loại dance-pop quen thuộc sang những âm thanh R&B. Lời bài hát thể hiện sự cô đơn và mong muốn làm quen với một người xa lạ nào đó.
"I Get Lonely" nhận được những đánh giá đa phần là tích cực từ các nhà phê bình âm nhạc. Nó đã trở thành đĩa đơn thứ 18 của Jackson lọt vào top 10 bảng xếp hạng Billboard Hot 100, giúp cô là nghệ sĩ nữ duy nhất làm được điều này, chỉ đứng sau Elvis Presley và The Beatles nếu xét tổng thể. Bài hát nhận được một số giải thưởng lớn cũng như một đề cử giải Grammy cho Trình diễn giọng R&B nữ xuất sắc nhất. Bài hát sau đó cũng xuất hiện trong album tổng hợp thứ hai của Jackson, Number Ones (2009).

## Danh sách bài hát
| Đĩa CD tại Mỹ (V25H-38632) 1. "I Get Lonely" (TNT Remix hợp tác với Blackstreet) – 5:13 2. "I Get Lonely" (TNT Bonus Beat Remix hợp tác với Blackstreet) – 5:18 3. "I Get Lonely" (Jason Vs. Janet - The Club Remix) – 8:09 4. "I Get Lonely" (Jam & Lewis Feel My Bass Mix) – 5:15 5. "I Get Lonely" (Bản album) – 5:17 Đĩa CD maxi tại Mỹ (V25D-38631) 1. "I Get Lonely" (TNT Remix chỉnh sửa hợp tác với Blackstreet) – 4:16 2. "I Get Lonely" (LP chỉnh sửa) – 4:03 3. "I Get Lonely" (Jam & Lewis Feel My Bass Mix - Radio chỉnh sửa) – 5:15 Đĩa CD tại Vương quốc Anh (VSCDT 1683) 1. "I Get Lonely" (TNT Remix chỉnh sửa hợp tác với Blackstreet) – 4:17 2. "I Get Lonely" (Extended Street Remix) – 5:13 3. "I Get Lonely" (Jam & Lewis Feel My Bass Mix) – 5:15 4. "I Get Lonely" (Jason Vs. Janet - The Remix Sessions Phần 2) – 8:39 5. "I Get Lonely" (LP chỉnh sửa) – 4:03 Đĩa CD tại Úc (8950162) 1. "I Get Lonely" (TNT Remix chỉnh sửa hợp tác với Blackstreet) – 4:16 2. "I Get Lonely" (Extended Street Remix) – 5:13 3. "I Get Lonely" (Jam & Lewis Feel My Bass Mix) – 5:15 4. "I Get Lonely" (Jason Vs. Janet - The Remix Sessions Phần 2) – 8:39 5. "I Get Lonely" (LP chỉnh sửa) – 4:03 6. "Together Again" (Tony Moran 7" chỉnh sửa với giọng giới thiệu của Janet) – 5:29 Đĩa CD quảng cáo tại Mỹ (DPRO-13108) 1. "I Get Lonely" (TNT Remix chỉnh sửa hợp tác với Blackstreet) – 4:16 2. "I Get Lonely" (LP chỉnh sửa) – 4:03 3. "I Get Lonely" (Janet Vs. Jason - The Club Remix - Radio chỉnh sửa) – 3:13 4. "I Get Lonely" (Jam & Lewis Feel My Bass Mix - Radio chỉnh sửa) – 4:02 5. "I Get Lonely" (Call Out Research Hook #1) – 0:14 6. "I Get Lonely" (Call Out Research Hook #2) – 0:11 | Đĩa CD quảng cáo tại Vương quốc Anh (VSCDJ 1683) 1. "I Get Lonely" (LP chỉnh sửa) – 4:03 2. "I Get Lonely" (TNT Remix chỉnh sửa hợp tác với Blackstreet) – 4:17 Đĩa 12" tại châu Âu (VST 1683) A1. "I Get Lonely" (TNT Remix hợp tác với Blackstreet) – 5:13 A2. "I Get Lonely" (TNT Bonus Beat Remix hợp tác với Blackstreet) – 5:18 A3. "I Get Lonely" (Jam & Lewis Feel My Bass Mix) – 5:15 B1. "I Get Lonely" (Jason Vs. Janet - The Remix Sessions Phần 2) – 8:39 B2. "I Get Lonely" (Jason's Special Sauce Dub) – 6:40 Đĩa 12" tại Mỹ (7243 8 38632 1 1) A1. "I Get Lonely" (Jason Vs. Janet - The Club Remix) – 8:10 A2. "I Get Lonely" (Jason's Special Sauce Dub) – 6:40 B1. "I Get Lonely" (TNT Remix hợp tác với Blackstreet) – 5:13 B2. "I Get Lonely" (Jam & Lewis Feel My Bass Mix) – 5:15 Đĩa 12" quảng cáo tại Mỹ (VSTDJ 1683) A1. "I Get Lonely" (Jason Vs. Janet - The Club Remix) – 8:09 A2. "I Get Lonely" (Jason Vs. Janet - The Remix Sessions Phần 2) – 8:39 B1. "I Get Lonely" (Jason's Special Sauce Dub) – 6:40 B2. "I Get Lonely" (LP Version) – 5:17 Đĩa 12" đôi quảng cáo tại Mỹ (SPRO-13108) A1. "I Get Lonely" (Jason Vs. Janet - The Club Remix) - 8:10 A2. "I Get Lonely" (The Jason Nevins Radio Remix) - 3:13 B1. "I Get Lonely" (Jason's Special Sauce Dub) - 6:40 B2. "I Get Lonely" (LP Version) - 5:19 C1. "I Get Lonely" (TNT Remix hợp tác với Blackstreet) - 5:13 C2. "I Get Lonely" (TNT Bonus Beat Remix hợp tác với Blackstreet) - 5:18 D1. "I Get Lonely" (Jam & Lewis Feel My Bass Mix) - 5:15 D2. "I Get Lonely" (Jam & Lewis Feel My Bass Mix #2) - 5:33 |

## Xếp hạng
| Bảng xếp hạng (1998)                    | Vị trí cao nhất |
| --------------------------------------- | --------------- |
| Australian Singles Chart                | 21              |
| Canadian Singles Chart                  | 18              |
| Dutch Top 40                            | 18              |
| European Hot 100 Singles                | 14              |
| French Singles Chart                    | 72              |
| German Singles Chart                    | 75              |
| Italian Singles Chart                   | 18              |
| New Zealand Singles Chart               | 6               |
| Swedish Singles Chart                   | 50              |
| Swiss Singles Chart                     | 41              |
| UK Singles Chart                        | 5               |
| Billboard Hot 100                       | 3               |
| Billboard Rhythmic Top 40               | 5               |
| Billboard Pop Songs                     | 29              |
| Billboard Hot R&B/Hip-Hop Songs         | 1               |
| Billboard Hot R&B/Hip-Hop Singles Sales | 1               |
| Billboard Hot Dance Club Play           | 10              |
| Billboard Hot Dance Singles Sales       | 1               |

| Bảng xếp hạng (1998) | Vị trí |
| -------------------- | ------ |
| Billboard Hot 100    | 43     |

| Quốc gia      | Chứng nhận | Số đơn vị/doanh số chứng nhận |
| ------------- | ---------- | ----------------------------- |
| Hoa Kỳ (RIAA) | Vàng       | 900,000                       |